# ラジオ大阪堺ラジオ送信所
ラジオ大阪堺ラジオ送信所（ラジオおおさかさかいラジオそうしんじょ）は、大阪府堺市東区にあるラジオ大阪（OBC）の中波放送（AMラジオ放送）送信所（親局）。

## 送信施設概要
| 周波数  | 放送局名       | 呼出符号 呼出名称   | 空中線 電力 | 放送対象 地域 | 放送区域 内世帯数 | 開局日        |
| ------- | -------------- | ------------------- | ----------- | ------------- | ----------------- | ------------- |
| 1314kHz | OBC ラジオ大阪 | JOUF らじおおおさか | 50kW        | 近畿広域圏    | 959万0885世帯     | 1958年 7月1日 |

- 所在地： 大阪府堺市東区石原町3丁36
- 鉄塔高さ約120m
- 2020年9月の時点では無人で稼働。送信機の電源設備が機能しなくなった場合には、異常を伝える通知がラジオ大阪の本社へ自動的に送られるため、通知を受けた後に本社から技術系の職員を派遣する。もっとも、その他の設備の一部は、1985年に導入されたまま更新されていない[2]。

## 放送エリア
- 放送エリアは基本的には、放送対象地域である近畿2府4県（大阪・京都・兵庫・滋賀・奈良・和歌山）および三重県、徳島県の全域であるが、エリア内でも聴取しにくい、あるいは聴取できない地域もある[3]。

## トラブル
- 1961年
  - 9月16日 - 台風18号（第2室戸台風）のため、堺送信所のアンテナ倒壊。翌日、仮アンテナで放送復旧。
  - 12月24日 - 堺送信所のアンテナ復旧工事完了。
- 2007年9月14日 - 導入から30年近く経過していた送信機電源設備のヒューズが飛んだ影響で、15:56頃から約62分間放送を中断[2]。
- 2019年1月14日・1月15日 - 前日の送信鉄塔への飛来物付着及び送信機電源設備点検により21時からおよそ1時間放送が中断した。ただし、補完放送FM91.9MHzの放送は継続した[4]。